# Камерн
Камерн (њем. Kamern) општина је у њемачкој савезној држави Саксонија-Анхалт. Једно је од 26 општинских средишта округа Штендал. Према процјени из 2010. у општини је живјело 1.336 становника. Посједује регионалну шифру (AGS) 15090285.

## Географски и демографски подаци
Камерн се налази у савезној држави Саксонија-Анхалт у округу Штендал. Општина се налази на надморској висини од 25 метара. Површина општине износи 67,8 km². У самом мјесту је, према процјени из 2010. године, живјело 1.336 становника. Просјечна густина становништва износи 20 становника/km².